# Paramoebidae
A Paramoebidae  az Amoebozoa Dactylopodida csoportjának korábban csupasz amőbák közé sorolt kládja. 5 nemzetsége a Cunea, a Janickina, a Korotnevella, a Neoparamoeba és a Paramoeba, azonban Kudrjavcev et al. 2022-es kutatása szerint a Janickina a Neoparamoeba része, a Neoparamoeba Han 2019-es kutatása szerint a Paramoeba szinonimája.

## Történet
A Paramoebidae kládot Poche írta le 1913-ban, és a Paramoeboidea csoportba sorolta.
Thomas Cavalier-Smith, Ema Chao és Brian Oates 2004-ben a Vexilliferidae és a Paramoebidae egyesítésével igazolták a szintén ekkor létrehozott Discosea osztályban és Glycostylida rendben a Paramoeboidea kládot, melyet daktilopódiummal és paraszómákkal (endoszimbionta Perkinsela, röviden PLO) rendelkező csoportként írtak le, ostoros állapot nélkül, és a Multicilia és Vexilliferidae csoportokhoz a Lobosea s. s. és Variosea csoportoknál hasonlóbb morfológiájúként írták le. Első Perkinsela nélküli ismert faját (Korotnevella nivo) azonban már 1997-ben leírta Alekszej Szmirnov brakkvízminta alapján, emellett egy PLO nélküli azonosítatlan faj szerkezete is hasonló.
Bár korábban a Janickinát ismeretlen helyzetűként írta le például Hamon, Volkova et al. 2021-ben igazolták, hogy a Paramoebidae tagja. Hollande 1980-ban közölte a Janickina első ultraszerkezeti tanulmányát, ő volt az első, aki a „másodlagos magot” nem sejtszervecskeként, hanem a Kinetoplastidához hasonló endoszimbiontaként értelmezte, így létrehozta a Perkinsiella amoebae fajt, de a nemzetséget homonímia miatt Perkinselára nevezték át.

## Morfológia
PLO-val rendelkező fajaiban a PLO és kinetoplasztja egymásra merőleges hossztengelyű ellipszoid alakúak. A Janickina pigmentifera PLO-ját pigmentszemcsék fedik, míg a Janickina chaetognathi PLO-ján nincs ily szemcse.
Legtöbb faja pikkelyes, de például a Neoparamoeba nem rendelkeznek pikkelyes sejtburokkal. Legtöbb fajuk obligát mutualista endoszimbiontával rendelkezik (például Perkinsela amoebae vagy „PLO”, korábbi nevén paraszóma).
Szabadon élő fajai glikokalixán különböző szerkezetek – mikropikkelyek, félgömbök vagy csövek – láthatók, míg parazita fajai simább glikokalixúak.

## Ökológia
Vízben gyakran szimbiontái Legionella-fajok. A Neoparamoeba- és Janickina-fajok gyakran obligát paraziták. A Chlamydiales Simkaniaceae családjába tartozó Syngnamydia salmonis a Paramoeba perurans szimbiontája, emellett szintén szimbiontaként rendelkezhet Vibrio-fajokkal is.

## Életciklus
Ciszta és trofozoita közt váltakozhat, a Paramoeba életciklusa gömbölyű, nyújtott vagy ovális lebegő életszakasszal rendelkezhet finom kisugárzó állábakkal. A PLO osztódása lehet gazdájáétól független vagy azzal egyidejű is. A lebegő életszakaszok álciszták, melyek életképesek, és bár nem valódi ciszták, lehetővé teszik a kedvezőtlen körülmények közti túlélést.

## Jelentőség
Számos faja él halakon, rákokon, tengerisünökön stb. A Litopenaeus vannamei egy meg nem nevezett „Paramoeba sp.” általi fertőzése csökkent étvágyat, letargiát, légzési distresszt, erodált héjat és feketekopoltyú-betegséget okoz, és bár elsősorban kopoltyúkban él, megtalálható nyirokszervekben, antennamirigyekben és az idegrendszerben is. A tengerisün-paramőbiázis okozója a Paramoeba invadens, ez koncentrációfüggő tartamú és látenciájú tüneteket okoz. Mivel 27 °C-on hamar elhal, ezért feltehetően nem ez okozta 1980–1983 közt a Diadema antillarum tömeges halálát. 2–15 °C-on hosszú távon életképes, és 10–15 °C-on gyorsan szaporodik, de 10–12 °C-on nem fertőz.
A P. invadens az 1980–1983 közti tömeges tengerisünhalál egyik oka, a Paramoeba perurans a Salmo salar, a Labrus bergylta stb. amőbás kopoltyúbetegséget okozó parazitája, Norvégiában először 2006-ban jelent meg, de csak 2007-ben fedezték fel – korábban más Paramoeba-fajokat, például a Paramoeba pemaquidensist feltételezték az amőbás kopoltyúbetegség okának –, és később a lazacfélék akvakultúrájában jelentős betegséggé, 2013-tól ismétlődővé vált jelentősen változó járványsúlyossággal.

## Tenyészthetőség
Fűmag és vízzel fedett fűmag-agar közegben egyaránt 2 faja tenyészthető, a többi közegben viszont csak 1 faj tenyészthető. A Paramoeba invadens mesterséges tengervíz és tápanyagmentes agar keverékén tenyészthető Pseudomonas nautica-tartalmú monoxén kultúrában.